# Tanyproctus puncticeps
Tanyproctus puncticeps är en skalbaggsart som beskrevs av Waterhouse 1881. Tanyproctus puncticeps ingår i släktet Tanyproctus och familjen Melolonthidae. Inga underarter finns listade i Catalogue of Life.